# Alansmia heteromorpha
Alansmia heteromorpha är en stensöteväxtart som först beskrevs av William Jackson Hooker och Grev., och fick sitt nu gällande namn av Moguel och M. Kessler. Alansmia heteromorpha ingår i släktet Alansmia och familjen Polypodiaceae. Inga underarter finns listade.